# Scoglio Montagnello
Lo scoglio Montagnello è un'isola dell'Italia, nel Lazio.